# Miguel Aranguren
Miguel Aranguren (n. Madrid, 1970) es un escritor español.

## Biografía
Nacido en 1970, publicó su primer libro a los 19 años en Espasa Calpe, y comenzó su actividad como articulista a los 23, cuando publicó una columna de opinión en El Mundo.
Desde muy pronto, se implicó activamente como voluntario en ONGs para el desarrollo del tercer mundo, e impartió cursos de cooperación internacional en diversas instituciones y universidades.
Actualmente colabora como articulista en Selecciones del Reader's Digest, los medios del Grupo Intereconomía, Telva y el Correo de Andalucía, donde escribe semanalmente. También ha publicado en El Mundo, diarios del Grupo Vocento y el semanario ¡Hola!.
Desde 2004 dirige el proyecto Excelencia Literaria, que tiene como finalidad promocionar a los jóvenes escritores.
Está casado y es padre de cuatro hijos.

### Obras de Miguel Aranguren
- La sombra del cóndor, Editex 2012
- El arca de la isla, La Esfera de los Libros 2011
- Los guardianes del agua, Palabra 2009
- La hija del ministro, La Esfera de los Libros 2009
- La sangre del pelícano, Libroslibres 2007
- Monzón sobre Bombay, Palabra 2007
- Cuando el otoño se levanta, Belácqua 2000
- Aquel verano, Palabra 2000
- Hijos del paraíso, Martínez Roca 1999
- El mirador del valle, Tempo 1995
- Desde un tren africano, Palabra 1990
- J.C. El sueño de Dios, Bibliotheca Homo Legens, 2018